# زاخرد
زاخرد، روستایی از توابع بخش ارژن شهرستان شیراز در استان فارس ایران است.

## جمعیت
این روستا در دهستان خرک  قرار دارد و براساس سرشماری مرکز آمار ایران در سال ۱۳۸۵، جمعیت آن ۲۸۵ نفر (۶۵خانوار) بوده‌است.مردم روستا بسیار مومن و مقید به مذهب هستند قبلاً کلیمی وبهای بودن وتور قبرستان که دغرن به سراحت مشخص است. قبل از انقلاب تعدادی بهایی در زاخرد می زیستند که امروزه دیگر حضور ندارند. زاخرد دارای یک مسجد و یک حسینیه می باشد. مردم آن عموما فارس زبانندگوش لری دارن ولی اقلیت ترک زبانی از ایل قشقایی هم در آنجا زندگی می کنند. فاصله زاخرد تا شیراز حدود 35 کیلومتر است.